# Okresní soud v Jablonci nad Nisou
Okresní soud v Jablonci nad Nisou je okresní soud se sídlem v Jablonci nad Nisou, jehož odvolacím soudem je Krajský soud v Ústí nad Labem – pobočka v Liberci. Rozhoduje jako soud prvního stupně ve všech trestních a civilních věcech, ledaže jde o specializovanou agendu (nejzávažnější trestné činy, insolvenční řízení, spory ve věcech obchodních korporací, hospodářské soutěže, duševního vlastnictví apod.), která je svěřena krajskému soudu.

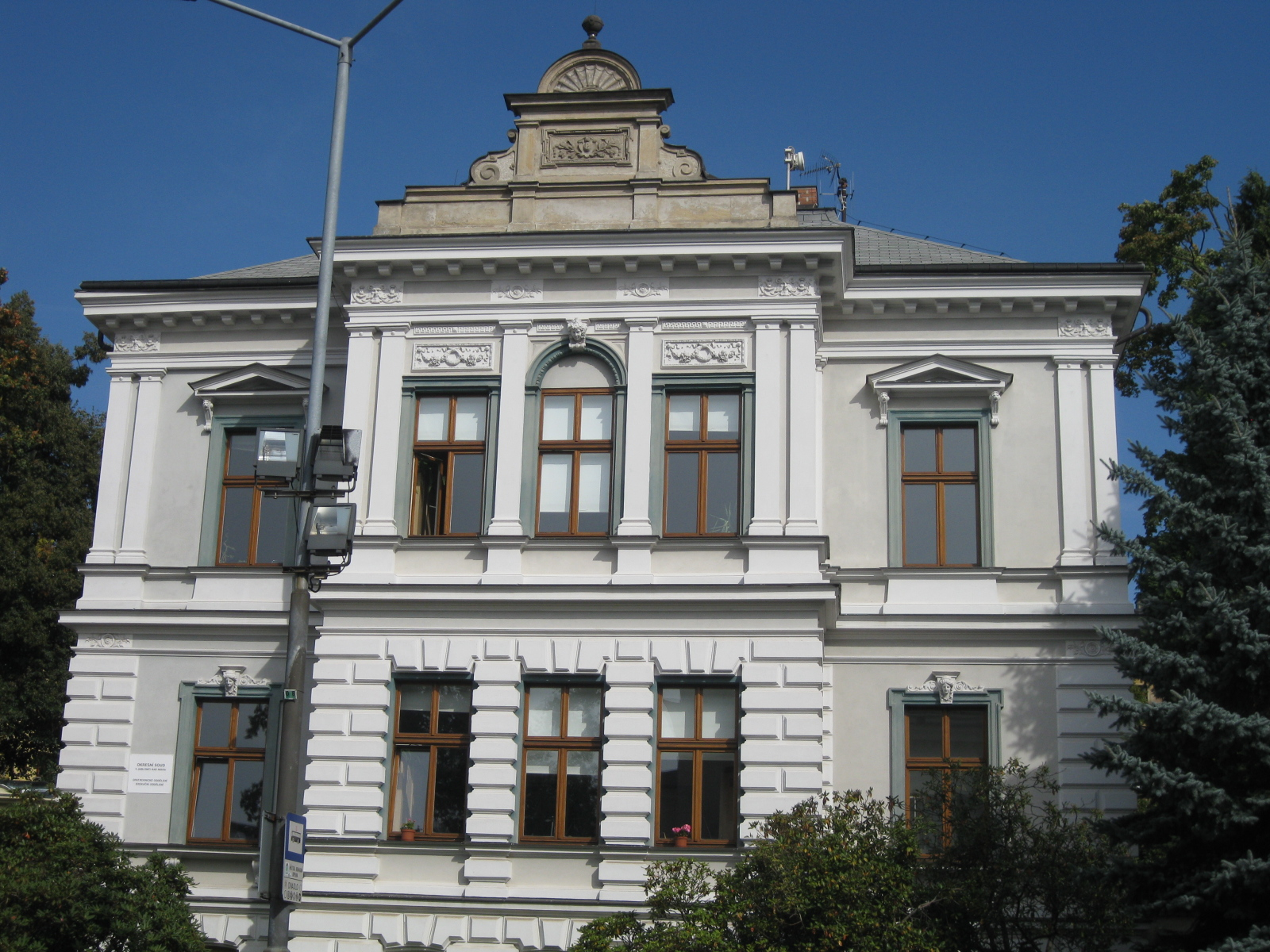
Detašované pracoviště soudu

Hlavní budova soudu se nachází v historické budově na Mírovém náměstí, která je chráněna jako kulturní památka, odloučené pracoviště (pro věci opatrovnické a exekuční) v historické vile na Liberecké ulici, která je také chráněna.

## Soudní obvod
Obvod Okresního soudu v Jablonci nad Nisou se shoduje s okresem Jablonec nad Nisou, patří do něj tedy území těchto obcí:
Albrechtice v Jizerských horách •
Bedřichov •
Dalešice •
Desná •
Držkov •
Frýdštejn •
Jablonec nad Nisou •
Janov nad Nisou •
Jenišovice •
Jílové u Držkova •
Jiřetín pod Bukovou •
Josefův Důl •
Koberovy •
Kořenov •
Líšný •
Loužnice •
Lučany nad Nisou •
Malá Skála •
Maršovice •
Nová Ves nad Nisou •
Pěnčín •
Plavy •
Pulečný •
Radčice •
Rádlo •
Rychnov u Jablonce nad Nisou •
Skuhrov •
Smržovka •
Tanvald •
Velké Hamry •
Vlastiboř •
Zásada •
Zlatá Olešnice •
Železný Brod